# Divisione di Bastar
La divisione di Bastar è una divisione dello stato federato indiano del Chhattisgarh, di 2 672 651 abitanti. Il suo capoluogo è Jagdalpur.
La divisione di Bastar è stata reintrodotta dal governo statale con decisione del 31 marzo 2008, dopo che nel 2002 era stata abolita dal precedente governo; comprende i distretti di Bastar, Bijapur, Dantewada, Kanker e Narayanpur. Il 14 aprile 2008 il governo statale ha nominato alla guida della divisione il commissario Ganesh Shankar Mishra.